# Vibius Sequester
Vibius Sequester (4. század vagy 5. század) római író
Egy rövidke földrajzi munkája maradt ránk De fluminibus, fontibus, locubus, nemoribus, paludibus, monatibus, gentibus per litteras cím alatt. A mű rossz latinsággal íródott, s mint forrás, teljességgel megbízhatatlan. 